# Mirischia
Mirischia („krásná kyčel“) byl rod malého teropodního dinosaura z čeledi Compsognathidae, žijící v období spodní křídy (geologický věk alb) na území dnešní Brazílie.

## Popis
Tento taxon byl blízce příbuzný rodům Compsognathus a Aristosuchus. Tento rod je charakteristický přítomností asymetrických kyčelních kostí (odtud jeho název). Podle výzkumu měl tento dinosaurus pánevní kosti duté a pneumatizované, vyplněné zaživa vzdušnými vaky.
Podle amerického badatele Gregoryho S. Paula dosahoval tento teropod délky kolem 2 metrů a hmotnosti asi 7 kilogramů.
Ve stejných ekosystémech se vyskytoval také mírně větší célurosaur druhu Aratasaurus museunacionali, který mohl být potravním konkurentem i predátorem menší mirischie.